# Тунесвет
Тунесвет (Тунисвет, Челопеченско торфище) е блато, разположено северозападно от квартал Челопечене, област София, до Лесновска река (Стари Искър). Река Стари Искър при квартал Челопечене прави голям завой, подобен на конска подкова, провира се под сянката на изкорубените и изядени отвътре върби, тече на запад, близо до голямото блато Тунесвет. Площта му е 65,19 ха. След пресушаването му през 40-те години на 20 век са изградени Рибарниците „Челопечене“, които са защитена зона. Рибовъдните басейни са с обща площ от 73 ха, от които 60 ха открита водна площ. По бреговете и дигите са обрасли с тръстика и широколистен папур. Откритата водна повърхност е частично обрасла с роголистник и ръждавец. В продължение на хилядолетия птиците са използвали блатото при сливането на Лесновска река с Кремиковската река (превърнато в рибарници едва преди петдесетина години) за гнездене и като място за почивка по време на миграции и зимуване. В началото на 90-те години на миналия век полуекстензивното рибовъдно стопанство се е превърнало в напълно екстензивно. От всички поддържащи рибарниците дейности в този период е прилагано единствено управление на водните нива. Рибарниците са обитавани тогава от много птици от разреди дъждосвирцоподобни, жеравоподобни (сем. Дърдавцови), щъркелоподобни и соколоподобни, като тенденцията е била свързана с увеличаване разнообразието на видове и увеличаване на числеността на срещащите се там птици. След окончателното прекратяване на рибовъдната дейност в края на 1997 г. рибарниците са изоставени. Те са превърнати в кариера за добив на пясък. След 2004 г. рибарниците са напълно запуснати и не се подава вода в басейните и постепенно пресъхват. След разрушителните наводнения през лятото на 2005 г. започва реверсивен процес на трансформация, рибарниците, покрай река Лесновска и захранвани с подпочвени води от нея, бяха залети от скъсалата дигата река и се образува голямо и дълбоко езеро. Състоянието на типичните местообитания за видовете, обект на опазване е влошено, като част от тях са обратимо изчезнали. Това състояние на влажната зона не е необратимо и лесно би могло да бъде повлияно в положителен аспект спрямо екологичните изисквания на видовете предмет на опазване в нея. Понастоящем рибарниците са възвърнати към състояние на блато. Възстановителни дейности, свързани с възобновяване притока на вода в сегашните пресъхнали територии с последващото поддържане на подходящи водни нива са сравнително лесно осъществими и в краткосрочен план ще доведат до възстановяването на местообитанията до благоприятния им природозащитен статус по отношение на видовете. На 10 юли 2009 г. завърши повърхностното почистване на по-голямата част от защитената зона.